# Jane Taylor
Jane Taylor (23 de septiembre de 1783 – 13 de abril de 1824), fue una poetisa y novelista inglesa. Escribió la letra de la canción Twinkle Twinkle Little Star en 1806 a los 23 años de edad, cuando vivía en Shilling Street, Lavenham, Suffolk.
En la actualidad el poema se conoce en todo el mundo, pero por lo general no se conoce su autoría. Fue publicado por primera vez bajo el título "La estrella" en Rhymes for the Nursery, una colección de poemas de Taylor y su hermana mayor Ann Taylor(más tarde Ann Gilbert). Las hermanas, y su autoría en varias obras, a menudo se confunden, debido en parte a que sus primeras obras se publicaron en conjunto. 
El hijo de Ann Taylor, Josiah Gilbert, escribió en su biografía: "dos pequeños poemas- 'Mi madre' y 'Twinkle, twinkle, little Star', son quizás citados más frecuentemente que ningún otro; el primero, una historia de vida, fue escrito por Ann, y el segundo por Jane Taylor; así se ilustra la diferencia entre ambas hermanas".

## Primeros años
Nacida en Londres, Taylor y su familia más tarde se mudaron a Colchester, Essex, y a Ongar. Las hermanas Taylor fueron parte de una extensa familia literaria. Su padre, Isaac Taylor,fue dibujante y más tarde un ministro disidente. Su madre, Anne Martin Taylor, escribió siete libros de consejos morales y religiosos, dos de ellos ficticios. 

## Obras
El poema Original Poems for Infant Minds by several young persons (escrito por Ann y Jane Taylor y otros) fue publicado por primera vez en dos volúmenes en 1804 y 1805. Rhymes for the Nursery se publicó en 1806, y Hymns for Infant Minds en 1808. En Original Poems for Infant Minds (1805) escrito principalmente por Ann y Jane Taylor y por Adelaide O'Keeffe, se indicaba quién había sido la autora de cada poema. En Rhymes for the Nursery (1806), en cambio, no se especificaba.
Christina Duff Stewart identifica la autoría de Rhymes for the Nursery, basándose en una copia perteneciente a Isaac Taylor, la cual indicó la autoría respectiva de Ann y Jane Taylor. El canónigo Isaac era el sobrino de Taylor, hijo de su hermano Isaac de Stanford Rivers. Stewart también confirma las atribuciones de Original Poems basándose en los registros de las editoriales.
La novela Display (1814), de Taylor, tiene el estilo de Maria Edgeworth, o incluso de Jane Austen. Su obra Essays in Rhyme se publicó en 1816, y contuvo varios poemas significativos. En la obra ficticia  Correspondence between a mother and her daughter at school (1817) Taylor escribió en conjunto con su madre. A lo largo de su vida, Taylor escribió varios ensayos, obras de teatro, historias, poemas y cartas que nunca fueron publicadas.

## Fallecimiento
Taylor falleció de cáncer de mama a los cuarenta años de edad, con su "mente llena de proyectos inconclusos". Fue enterrada en una iglesia de Ongar.
Después de su fallecimiento, su hermano Isaac realizó una colección de varias de sus obras, e incluyó una biografía de su madre, publicando todo bajo el título The Writings of Jane Taylor, In Five Volumes (1832).

## Legado en la cultura popular
La obra más famosa de Taylor, "Twinkle, Twinkle, Little Star", casi siempre aparece sin reconocer su autoría; "su estrofa inicial persiste como si fuera folklore, y el nombre de la creadora casi nunca se recuerda". Durante siglos han circulado versiones alternativas, más cortas y parodias.